# باتاش
باتاش هي بلدة في مقاطعة آلتين ساي في ولاية صرخنداريا في أوزبكستان.